# غونزالو بلاتا
غونزالو بلاتا (مواليد 1 نوفمبر 2000) هو لاعب كرة قدم إكوادوري يلعب في مركز الجناح في نادي فلامنغو.

## روابط خارجية
- غونزالو بلاتا على موقع قاعدة بيانات كرة القدم.إي يو (الإنجليزية)
- غونزالو بلاتا على موقع ليكيب (الفرنسية)
- غونزالو بلاتا على موقع ناشيونال فوتبول تيمز (الإنجليزية)
- غونزالو بلاتا على موقع Soccerbase.com (لاعب) (الإنجليزية)
- غونزالو بلاتا على موقع Soccerway.com (الإنجليزية)
- غونزالو بلاتا على موقع عالم كرة القدم.نت (الإنجليزية)